# Ricardo Samper

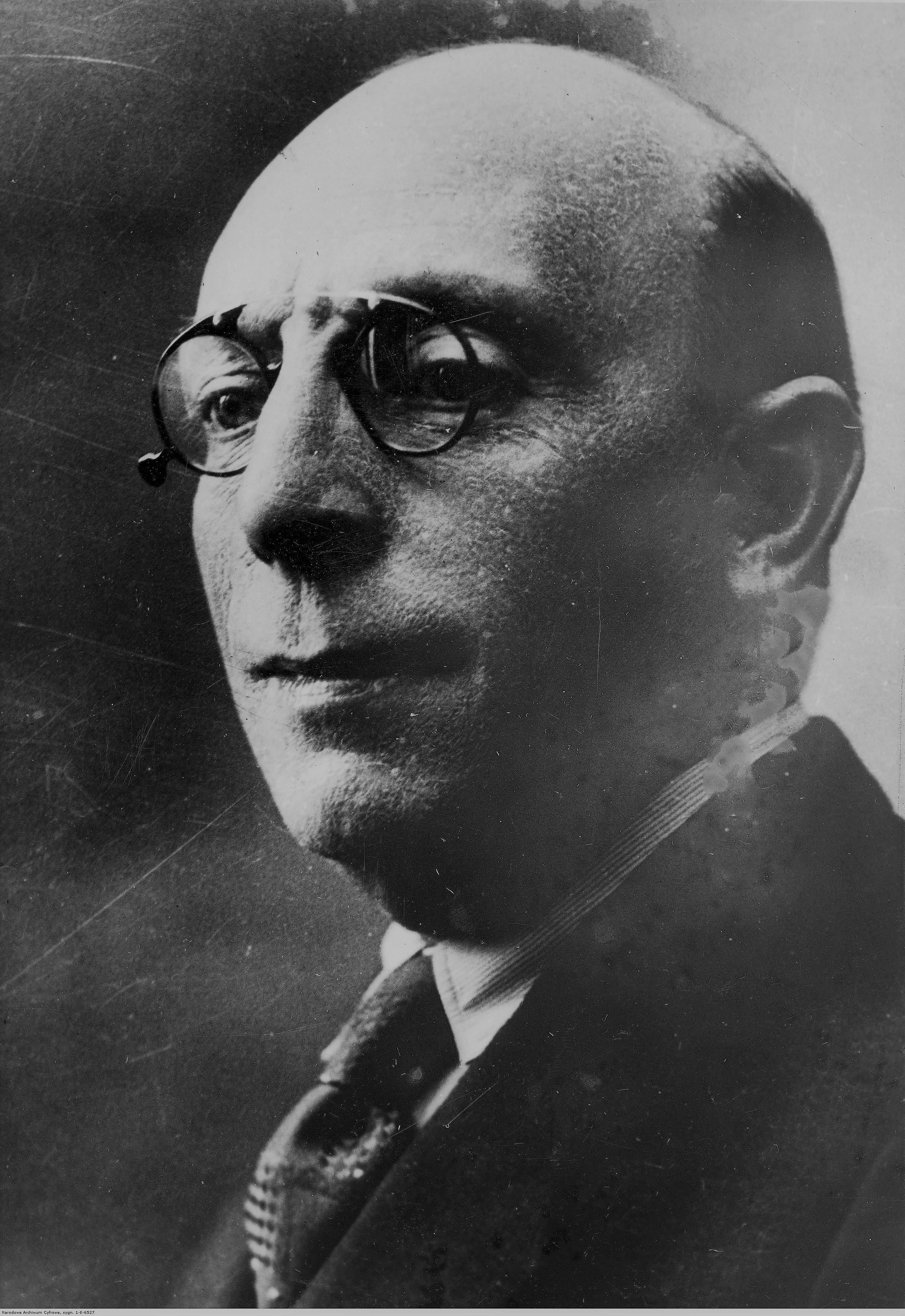
Ricardo Samper

Ricardo Samper Ibáñez (Valencia, 1881 – Genève, 1938), was een Spaans politicus.
Hij was een lid van de Partido Radical (Radicale Partij) van Alejandro Lerroux. Hij was raadslid van Valencia en van 1920 tot 1923 burgemeester van zijn geboortestad. Hij was medewerker van de radicale krant El Pueblo. Na de staatsgreep van Miguel Primo de Rivera (1923) verloor hij zijn politieke functies.
Nadat de republiek in 1931 was uitgeroepen werd Samper voor de Radicale Republikeinse Partij in de Cortes Generales (parlement) gekozen. Van 1933 tot 1934 was hij minister van Arbeid in het centrumrechtse kabinet van Lerroux. In 1934 werd hij minister van Industrie en Commercie. Op 28 april 1934, na het aftreden van Lerroux, werd hij premier. De CEDA, de partij die tot dan toe gedoogsteun verleende aan het kabinet, trok haar steun in oktober 1934 in, waarna Samper aftrad (4 oktober).
In 1936 week Samper uit naar Zwitserland, waar hij twee jaar later overleed.
- Biblioteca Nacional de España: XX1430298
- Bibliothèque nationale de France: cb16591239j (data)
- Catàleg d'autoritats de noms i títols de Catalunya: 981058529154206706
- International Standard Name Identifier: 0000 0004 0979 090X
- Virtual International Authority File: 304034718
- WorldCat: E39PBJtmwfHjwrftX6mrHV6xjC